# Stentinello

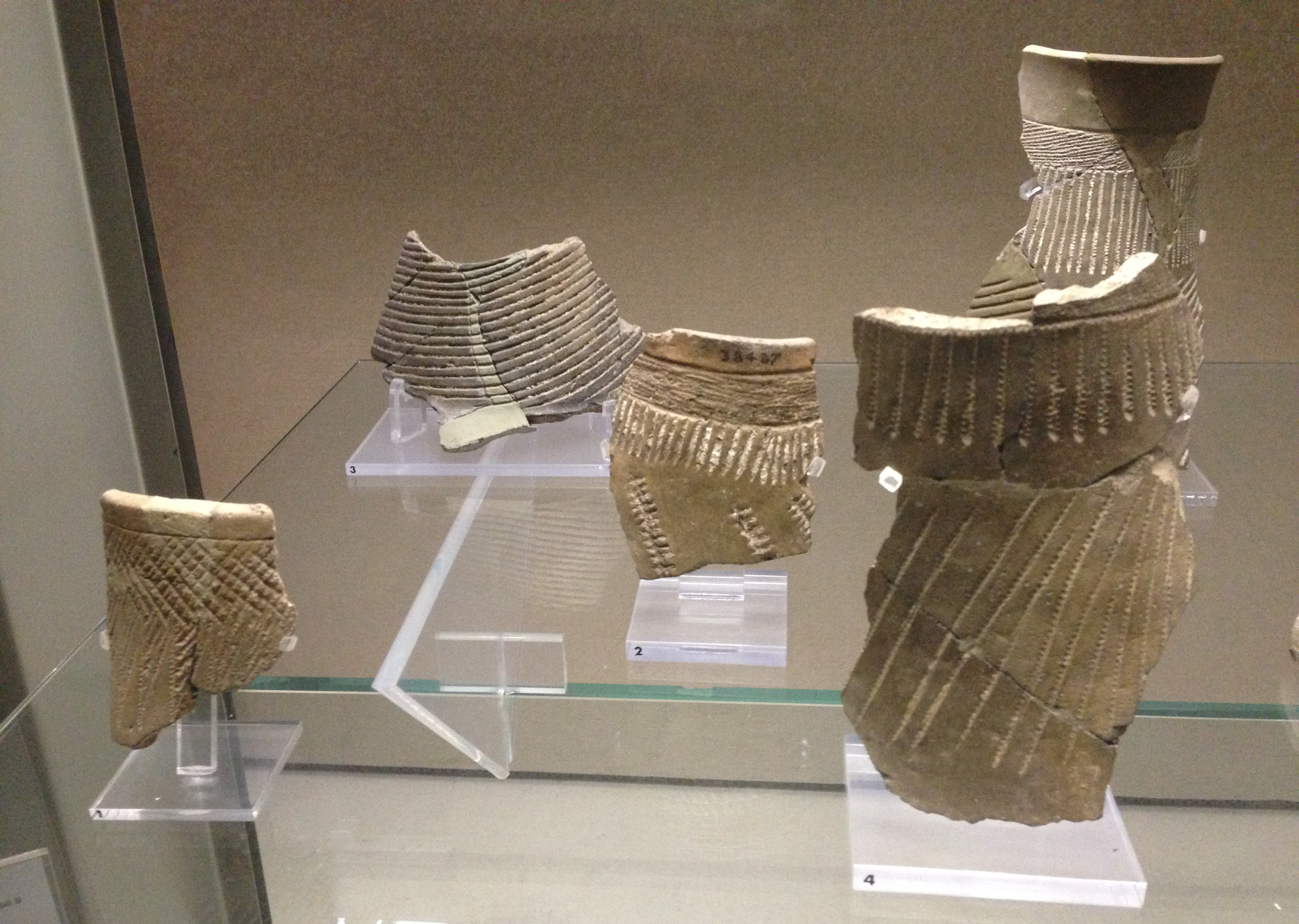
Fragmenty ceramiki ze stanowiska

Stentinello – datowana na okres ok. 5600-4400 p.n.e. osada znajdująca się w pobliżu Syrakuz na Sycylii, stanowisko eponimiczne wczesnoneolitycznej kultury Stentinello.
Osada miała charakter obronny, otoczona była fortyfikacjami w postaci rowów i wałów ziemnych. Na stanowisku odkryto liczne znaleziska zdobionej motywami geometrycznymi ceramiki. Ornamenty, malowane lub odciskane, przedstawiają linie i figury geometryczne. Wyrabiane metodą wiórową narzędzia kamienne wytwarzano szeroko wykorzystując obsydian, używano kamieni żarnowych.